# Neviansk
Neviansk (en ruso: Невья́нск) es una ciudad y el centro administrativo del distrito de Neviansk en la óblast de Sverdlovsk, Rusia, situada en el río Nevá (cuenca del Obi) en la ladera oriental de los Urales Medios, a 97 kilómetros (60 millas) al norte de Ekaterimburgo. Tiene una población de 24 567 habitantes de acuerdo al censo de 2010, población que ha ido descendiendo poco a poco desde 1970, cuando tenía 29 800, con la excepción de 1989, cuando se contabilizaron 29 764 habitantes,; por ejemplo, en 2002 ya habían descendido hasta las 26 644 personas.

## Historia
El posad de Neviansk se fundó en 1700 debido a la construcción de una fundición y una fábrica de hierro.  En el siglo XVIII, Neviansk fue colonizada principalmente por los viejos creyentes, que encargaron a los artesanos locales algunos iconos brillantes y elegantes que pueden considerarse como la última fase de la historia de la pintura de iconos rusos. Gracias al antiguo alcalde de Ekaterimburgo, Yevgueni Roizman, se ha logrado salvaguardar una gran colección de iconos, algunos de los cuales fueron pintados tan tarde como 1934.
Aunque no se le concedió el estatus de ciudad hasta 1919, se convirtió en una de las posesiones más preciadas de la familia Demídov, que extraía oro de las colinas locales. Fueron ellos mismos los que encargaron la Torre inclinada de Neviansk, de 60 metros de altura, que se erigió en algún momento entre 1725 y 1740, y que sigue siendo el principal punto de referencia y reclamo de la fama de la ciudad, no solo por su inclinación, cuya causa es desconocida, sino también por su potencial papel como laboratorio secreto de fabricación de hierro. Actualmente, se trata de un museo y campanario de una iglesia cercana.

## Situación administrativa y municipal
En el marco de las divisiones administrativas, Neviansk sirve como centro administrativo del Distrito de Neviansk y está subordinado a él. Como división municipal, la ciudad de Neviansk, junto con treinta y siete localidades rurales del Distrito de Neviansk, está incorporada como el Distrito Urbano de Neviansk.